# الجمعية الآسيوية الفرنسية

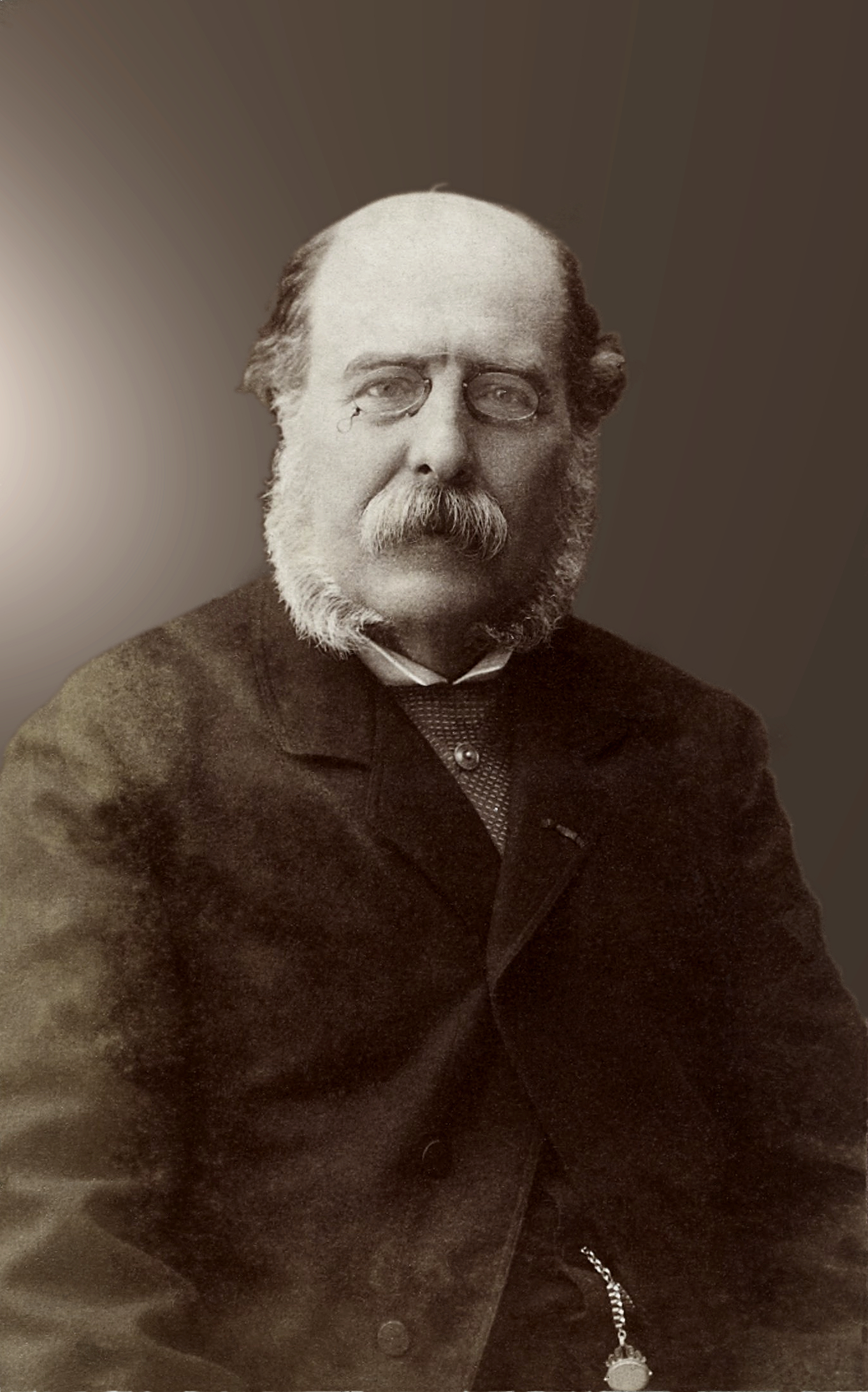

الجمعية الآسيوية (بالفرنسية: Société Asiatique)‏ هي جمعية فرنسية تعني بدراسة الشرق. أسست في باريس سنة 1822 م.
عقدت أول جلسة عمومية لها في أول نيسان/أبريل 1822 م وفيها قدّم جان فرانسوا شامپليون اكتشافه القراءة والكتابة الهيروغليفية. عدد أعضاء الجمعية اليوم حوالي 700 شخص.
لها مكتبة جيدة تحوي 90,000 مجلد. وقد أصدرت منذ إنشائها في 1822 م «المجلة الآسيوية»، كما أصدرت سلسلة من «كراسات الجمعية الآسيوية» (بالفرنسية: Cahiers de la Sociètè Asiatique)‏ ابتداء من 1933 م.

## رؤساء الجمعية
قائمة من تولى رئاسة الجمعية:
- 1822-1829: دي ساسي
- 1829-1832: Jean-Pierre Abel Rémusat
- 1832-1834: Antoine-Isaac Silvestre de Sacy
- 1834-1847: بيار اميدي جوبير
- 1847-1867: جوزيف توسان رينو
- 1867-1876: يوليوس فون مول
- 1876-1878: جارسان دي تاسي
- 1878-1884: Adolphe Régnier
- 1884-1892: إرنست رينان
- 1892-1908: دي مينار
- 1908-1928: Émile Senart
- 1928-1935: Sylvain Lévi
- 1935-1945: Paul Pelliot
- 1946-1951: Jacques Bacot
- 1952-1964: Charles Virolleaud
- 1964-1969: جورج كوديس
- 1969-1974: René Labat
- 1974-1986: كلود كاهن
- 1987-1996: André Caquot
- 1996-2002: Daniel Gimaret
- 2002- Jean-Pierre Mahé

## وصلات خارجية
- الجمعية الآسيوية الفرنسية على موقع الموسوعة البريطانية (الإنجليزية)
- موقع الجمعية الآسيوية الفرنسية